# Saint-Viaud
Saint-Viaud (bretonisch: Sant-Widel-Skovrid) ist eine französische Gemeinde mit 2.846 Einwohnern (Stand: 1. Januar 2022) im Département Loire-Atlantique in der Region Pays de la Loire. Saint-Viaud gehört zum Arrondissement Saint-Nazaire und ist Teil des Kantons Saint-Brevin-les-Pins. Die Einwohner werden Vitaliens genannt.

## Geographie
Saint-Viaud liegt etwa 35 Kilometer westlich von Nantes in der historischen Landschaft Pays de Retz am Ästuar der Loire. Am Nordrand der Gemeinde führt der Canal Maritime de la Basse Loire entlang. Umgeben wird Saint-Viaud von den Nachbargemeinden Frossay im Norden und Osten, Chaumes-en-Retz im Südosten, Chauvé im Süden, Saint-Père-en-Retz im Westen sowie Paimbœuf im Nordwesten.
Durch die Gemeinde führt die frühere Route nationale 723 (heutige D723).

## Bevölkerungsentwicklung
| 1962 | 1968 | 1975 | 1982 | 1990 | 1999 | 2006 | 2017 |
| ---- | ---- | ---- | ---- | ---- | ---- | ---- | ---- |
| 1488 | 1508 | 1359 | 1576 | 1713 | 1840 | 2046 | 2510 |

## Sehenswürdigkeiten
- Kirche Saint-Viaud, um 1850 erbaut
- Schloss Le Mazure mit Schlosskapelle
- Schloss Plessis-Mareil